# Béla Lukács

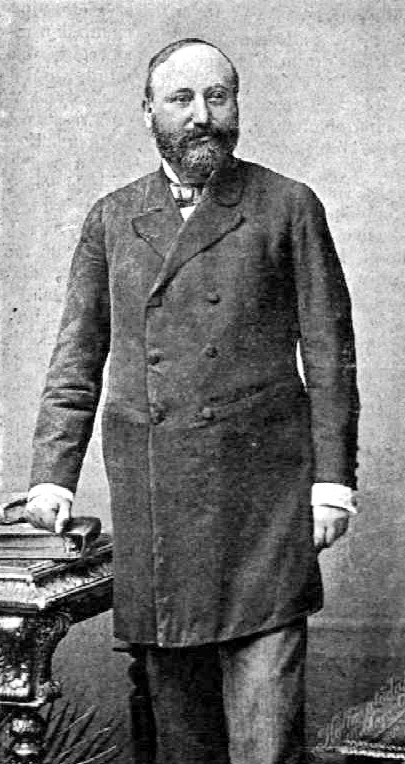
Béla Lukács

Béla Lukács (Zalatna, 27 april 1847 - Boedapest, 7 januari 1901) was een Hongaars politicus. Hij was de broer van László Lukács.
In 1872 werd hij lid van de Hongaarse Rijksdag voor de Deák-partij. Hij werd directeur-generaal van de Hongaarse staatsspoorwegmaatschappij in 1886. In 1890 werd hij onderstaatssecretaris op het ministerie van Handel en van 1892 tot 1895 was hij minister van Handel in de regering-Wekerle II en vervolgens in de regering-Bánffy. Hij is de auteur van verschillende economische werken.